# Unterseeboot 66 (1941)
Pour les articles homonymes, voir Unterseeboot 66.
Le Unterseeboot 66 (ou U-66) est un sous-marin (U-Boot) allemand construit pour la Kriegsmarine pendant la Seconde Guerre mondiale.
Cet U-Boot a obtenu le 8e meilleur résultat de tous les U-Boote de la Seconde Guerre mondiale.

## Historique
Mis en service le 10 octobre 1940, l'U-66 réalise sa première patrouille, quittant Kiel le 13 mai 1941 sous les ordres  du Korvettenkapitän Richard Zapp et rejoint la base sous-marine de Lorient le 11 juin 1941, après 30 jours de mer.
L'Unterseeboot 66 effectue neuf patrouilles dans lesquelles il coule 33 navires marchands pour un total de 200 021 tonneaux, endommage deux navires de commerce pour un total de 22 674 tonneaux et deux navires de guerre pour un total de 64 tonnes, pour un total de 704 jours en mer.
Le 7 août 1943, il échappe à l'attaque de charges de profondeur par l'aviation américaine (escadron VB-107/B-3) dans l'océan Atlantique sud, à l'ouest de l'île de l'Ascension, alors qu'il ravitaille l'U-117. L'U-117 est coulé lors de cette attaque.
Il quitte Lorient pour sa neuvième patrouille le 16 janvier 1944 sous les ordres de Oberleutnant Gerhard Seehausen . Après 112 jours en mer, l'U-66 est coulé le 6 mai 1944, à l'ouest des îles du Cap-Vert par des charges de profondeur lancées d'avions Avenger et Wildcat du porte-avions d'escorte USS Block Island et par des coups de feu du destroyer d'escorte USS Buckley. Éperonné par le destroyer, des hommes du sous-marin montent à l'assaut du navire américain. Cet épisode a inspiré un film célèbre.
L'U-66 coule à la position géographique de 17° 17′ N, 32° 29′ O faisant vingt-quatre morts parmi les soixante hommes d'équipage.

## Affectations successives
- 2. Unterseebootsflottille du 2 janvier au 30 avril 1941 (entrainement)
- 2. Unterseebootsflottille du 1er mai 1941 au 6 mai 1944 (service actif)

## Commandement
- Korvettenkapitän Richard Zapp  du 2 janvier 1941 au 21 juin 1942
- Kapitänleutnant Friedrich Markworth  du 22 juin 1942 au 1er septembre 1943
- Oberleutnant Paul Frerks du 6 août 1943 au 1er septembre 1943
- Oberleutnant Gerhard Seehausen  du 2 septembre 1943 au 6 mai 1944

## Patrouilles
|       | Commandant                 | Départ           | Départ  | Arrivée            | Arrivée | Jours     | Succès    |
| ----- | -------------------------- | ---------------- | ------- | ------------------ | ------- | --------- | --------- |
| 1     | KrvKpt. Richard Zapp       | 13 mai 1941      | Kiel    | 11 juin 1941       | Lorient | 30 jours  |           |
| 2     | KrvKpt. Richard Zapp       | 23 juin 1941     | Lorient | 5 août 1941        | Lorient | 44 jours  | 19 078    |
| 3     | KrvKpt. Richard Zapp       | 28 août 1941     | Lorient | 9 novembre 1941    | Lorient | 74 jours  | 7 052     |
| 4     | KrvKpt. Richard Zapp       | 25 décembre 1941 | Lorient | 10 février 1942    | Lorient | 48 jours  | 36 114    |
| 5     | KrvKpt. Richard Zapp       | 21 mars 1942     | Lorient | 27 mai 1942        | Lorient | 68 jours  | 56 458    |
| 6     | Kptlt. Friedrich Markworth | 23 juin 1942     | Lorient | 29 septembre 1942  | Lorient | 99 jours  | 49 338    |
| 7     | Kptlt. Friedrich Markworth | 9 novembre 1942  | Lorient | 11 novembre 1942   | Lorient | 3 jours   |           |
| 8     | Kptlt. Friedrich Markworth | 6 janvier 1943   | Lorient | 24 mars 1943       | Lorient | 78 jours  | 4 425     |
| 9     | Kptlt. Friedrich Markworth | 7 avril 1943     | Lorient | 1er septembre 1943 | Lorient | 148 jours | 30 540    |
| 10    | Oblt. Gerhard Seehausen    | 16 janvier 1944  | Lorient | 6 mai 1944         | Coulé   | 112 jours | 19 754    |
| Total | Total                      | Total            | Total   | Total              | Total   | 704 jours | 222 759 t |

Note : Oblt. = Oberleutnant zur See - Kptlt. = Kapitänleutnant - KrvKpt. = Korvettenkapitän

### Opérations Wolfpack
L'U-66 a opéré avec les Wolfpacks (meute de loups) durant sa carrière opérationnelle:
1. West (24 mai 1941 - 5 juin 1941)
2. Rochen (27 janvier 1943 - 1er mars 1943)
3. Tümmler (1er mars 1943 - 17 mars 1943)
4. Sans nom (5 mai 1943 - 10 mai 1943)

## Navires coulés
L'Unterseeboot 66 a coulé 33 navires marchands pour un total de 200 021 tonneaux, 2 navires endommagés pour un total de 22 674 tonneaux et 2 navires de guerre endommagés pour un total de 64 tonnes sur un total de 9 patrouilles (704 jours en mer) qu'il effectua.
| Date             | Nom                    | Nationalité     | Tonnage (GRT) | Fait      |
| ---------------- | ---------------------- | --------------- | ------------- | --------- |
| 29 juin 1941     | George J. Goulandris   | Grèce           | 4, 345        | Coulé     |
| 29 juin 1941     | Kalypso Vergotti       | Grèce           | 5 686         | Coulé     |
| 30 juin 1941     | Saint Aslem            | Grande-Bretagne | 5 614         | Coulé     |
| 19 juillet 1941  | Holmside               | Grande-Bretagne | 3 433         | Coulé     |
| 26 juillet 1941  | I. C. White            | Panama          | 7 052         | Coulé     |
| 18 janvier 1942  | Allan Jackson          | USA             | 6 635         | Coulé     |
| 19 janvier 1942  | Lady Hawkins           | Canada          | 7 988         | Coulé     |
| 22 janvier 1942  | Olympic                | Panama          | 5 335         | Coulé     |
| 24 janvier 1942  | Empire Gem             | Grande-Bretagne | 8 139         | Coulé     |
| 24 janvier 1942  | Venore                 | USA             | 8 017         | Coulé     |
| 14 avril 1942    | Korthion               | Grèce           | 2 116         | Coulé     |
| 16 avril 1942    | Amsterdam              | Pays-Bas        | 7 329         | Coulé     |
| 17 avril 1942    | Heinrich von Riedemann | Panama          | 11 020        | Coulé     |
| 26 avril 1942    | Alcoa Partner          | USA             | 5, 513        | Coulé     |
| 29 avril 1942    | Harry G. Siedel        | Panama          | 10 354        | Coulé     |
| 2 mai 1942       | Sandar                 | Norvège         | 7 624         | Coulé     |
| 3 mai 1942       | Geo. W. McNight        | Grande-Bretagne | 12 502        | Endommagé |
| 9 juillet 1942   | Triglav                | Yougoslavie     | 6 363         | Coulé     |
| 26 juillet 1942  | Tamadaré               | Brésil          | 4 942         | Coulé     |
| 28 juillet 1942  | Weirbank               | Grande-Bretagne | 5 150         | Coulé     |
| 2 août 1942      | HMS MTB-339            | Grande-Bretagne | 32            | Endommagé |
| 2 août 1942      | HMS MTB-342            | Grande-Bretagne | 32            | Endommagé |
| 6 août 1942      | Rozewie                | Pologne         | 766           | Coulé     |
| 29 août 1942     | Topa Topa              | USA             | 5 356         | Coulé     |
| 30 août 1942     | Sir Huon               | Panama          | 6 049         | Coulé     |
| 30 août 1942     | West Lashaway          | USA             | 5 637         | Coulé     |
| 31 août 1942     | Winamac                | Grande-Bretagne | 8 621         | Coulé     |
| 9 septembre 1942 | Peiping                | Suède           | 6 390         | Coulé     |
| 1e février 1943  | Joseph Elise           | France          | 113           | Coulé     |
| 27 février 1943  | St. Margaret           | Grande-Bretagne | 4 312         | Coulé     |
| 10 juin 1943     | Esso Gettysburg        | USA             | 10 173        | Coulé     |
| 2 juillet 1943   | Bloody Marsh           | USA             | 10 195        | Coulé     |
| 26 février 1944  | Silvermaple            | Grande-Bretagne | 5 313         | Coulé     |
| 1er mars 1944    | St. Louis              | France          | 5 202         | Coulé     |
| 5 mars 1944      | John Holt              | Grande-Bretagne | 4 964         | Coulé     |
| 21 mars 1944     | Matadin                | Grande-Bretagne | 4 275         | Coulé     |

### Référence
1. ↑  https://astoure.fr/produit/u-66-de-lorient-a-lenfer/
2. ↑  (en) « Uboat.net », sur uboat.net (consulté le 17 avril 2023).

### Source
- (en) Cet article est partiellement ou en totalité issu de l’article de Wikipédia en anglais intitulé « German submarine U-66 (1940) » (voir la liste des auteurs).